# Cristóbal de Valdespino
Cristóbal Benítez de Valdespino (1570, Jerez de la Frontera - primera mitad del siglo XVII, Concepción) fue un fraile de la orden de predicadores español, famoso por ser el primer catedrático de filosofía en arribar a Chile y responsable del inicio de su enseñanza en el país.

## Biografía

### Primeros años
Fray Cristóbal de Valdespino nació en Jerez de la Frontera en 1570, España; hijo de Cristóbal Benítez de Valdespino y de Catalina de Sanabria. Hizo sus primeros estudios en el Colegio de la Asunción que los jesuitas mantenían en Córdoba, donde más tarde profesaría. Estudió en la Universidad de Granada, en donde recibió el grado de bachiller.

### Arribo a Chile e inicio de la enseñanza de la filosofía
Su llegada a Chile vendría dada por motivos evangelizadores y formativos. Los dominicos llegaron a Chile en 1552, trayendo consigo capital humano ilustrado desde Europa y sectores con presencia española más sustantiva como el Virreinato de Nueva España o el Virreinato del Perú. No obstante, el ingreso de novicios y la necesidad de formarlos teológica y artísticamente volvió necesaria la apertura de una casa de estudios. Las condiciones eran precarias, pero la orden logró arreglárselas para poder abrir dos cátedras:

En Santiago de Chile las condiciones materiales (centros de estudios y bibliotecas) y personas capacitadas para “leer” alguna cátedra eran muy pocas. Sólo se logró establecer una cátedra, con cierta normalidad, en el convento de Santo Domingo, en 1591. A pesar de carecer de financiamiento regular, sirvió como antecedente para la formación de los cursos de “Gramática” y “Artes”, que fueron leídos, en una primera instancia, por Fray Rodrigo de Gamboa y Fray Cristóbal Valdespino, respectivamente. Desconocemos quiénes asistieron a estas lecturas y qué estudiaron, ya que no existe registro de ello en los fondos dedicado a la educación, conservados en los archivos de los Padres Predicadores de Santiago de Chile.
Miguel Lecaros Álvarez

Habiendo arribado a Chile en 1594, la labor docente de Valdespino iniciaría al año siguiente:

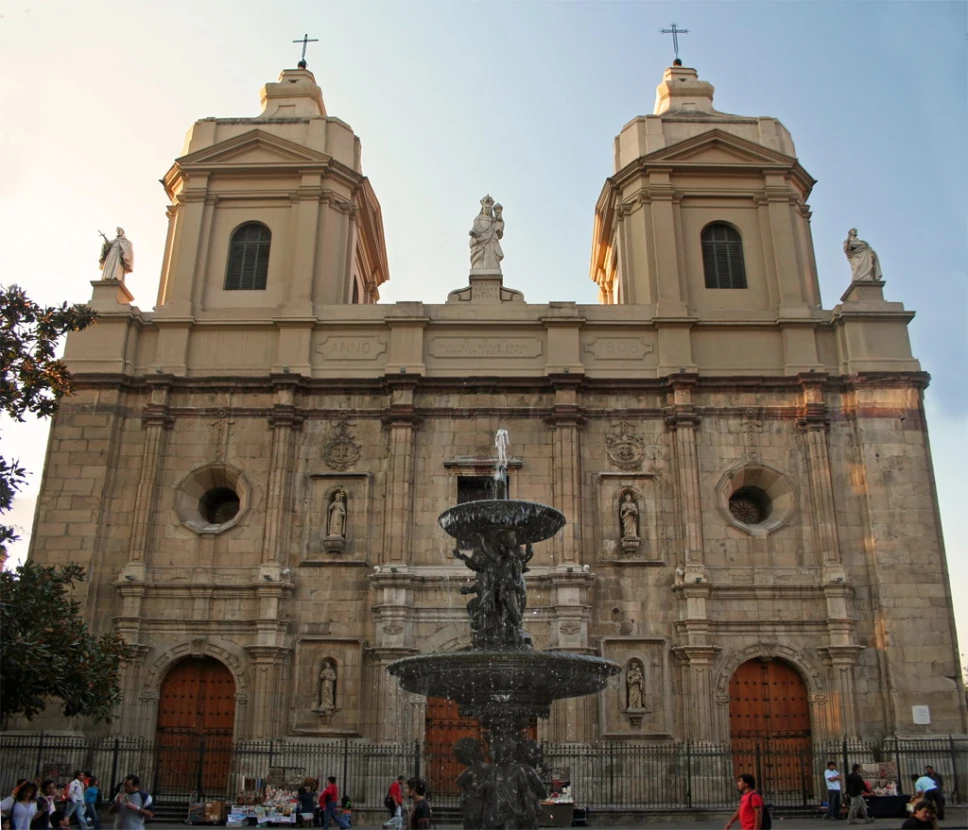
Templo de Nuestra Señora del Rosario en Santiago de Chile. Se tiene testimonio de que los dominicos —orden que, por su instituto, exige una alta formación intelectual— impartían cursos de artes y teología en su convento santiaguino desde fines del siglo XVI. En ese contexto, se haría célebre como maestro de filosofía el jerezano fray Cristóbal de Valdespino. Sus discípulos, especialmente sus hermanos de orden, se enorgullecían de ser los principales hombres de letras de Chile en su tiempo.

La fecha de la inauguración de las clases de Filosofía es 1595, según deduce Medina de un cotejo cuidadoso de documentos. El primer catedrático fue el P. Cristóbal de Valdespino y el mismo dice, en cartas de marzo y abril de 1606, que salió de España hace trece años y desde que llegó fue profesor de Artes y Teología.
Walter Hanish

### Faceta política y clerical
Fue prior de Santiago (1599-1601), así como provincial (1601-1602), el cuarto desde la creación del cargo, siendo sucesor de fray Acacio de Náveda. En calidad de maestro y ex provincial, se graduó en 1628 como doctor en teología en la Universidad Pontificia de Santo Tomás de Aquino, junto a Martín de Salvatierra, Pedro de Salvatierra y Diego de Urbina.
Se contaría entre los dominicos horrorizados por los malos tratos a los que los indígenas americanos eran sometidos bajo la figura de los "servicios personales". Ocupaba las más duras palabras para definirlos, así como a sus ejecutores:

[...] esclavonia mas tiránica y cruel que la de moros de Berbería sin que los desventurados, siendo como son por ley natural y divina y humana libres y no debiendo a vuestra Majestad más que un moderado tributo y eso porque les mantenga vuestra Majestad en justicia en paz en policía dándoles doctrina, no sólo no tienen esto pero con esta esclavonia no son señores de mujeres ni de hijos ni de hijas ni de tierras ni haciendas ni aun de lo que traen encima, con los cuales somos los españoles y ministros de vuestra Majestad peores que los lobos rabiosos para con estas ovejas de paz.
Cristóbal de Valdespino

Desde la orden de los predicadores, Antonio de Montesinos, Pedro de Córdoba, y Gil González de San Nicolás (correligionario de Bartolomé de las Casas) le acompañaron en sus alegatos. Señaló nombres como el Alonso García Ramón a la hora de referirse a los corruptos que abusaban de las comunidades indígenas. No dio los nombres de obispos cómplices de las vejaciones, pero la poca cantidad de estos en el país (dos por esos años), lo volvía innecesario: Juan Pérez de Espinoza (a quien seguramente no involucraba en sus denuncias) y Reginaldo de Lizárraga (verdadero blanco de sus acusaciones).

## Disputas con respecto a su mérito histórico
Es un hecho que los inicios de la filosofía en Chile se deben fijar con los cursos de filosofía impartidos al amparo de congregaciones religiosas afincadas en Chile en esa época: dominicos, franciscanos, jesuitas, agustinos y mercedarios. No obstante, los historiadores han disputado sobre cuál es, realmente, la figura fundacional de la filosofía en Chile.
La versión más divulgada en este respecto es la posición de José Toribio Medina, quien fija la iniciación de la enseñanza de la filosofía en 1595 a manos de Cristóbal de Valdespino.Walter Hanisch, contrariando la versión oficial de Medina, fija la iniciación de los cursos de filosofía en el año 1594, quedando el mérito de primer catedrático de filosofía en Chile en manos del jesuita Luis de Valdivia, arguyendo que dicho padre terminó de dictar un curso de tres años en 1597, lo que daría como inicio del mismo el año 1594.
Ramón Ramírez va más atrás en el tiempo, remitiéndose al año 1588, momento en el que la provincia chilena de los dominicos se declararía como independiente de la del Perú, bajo la advocación de San Lorenzo Martir. Para entonces, ya había numerosos estudiantes que debían asistir a clases de filosofía de forma regular, siendo la figura de referencia fray Acacio de Náveda.